# Roesje
Het roesje (Scoliopteryx libatrix) is een vlinder uit het geslacht Scoliopteryx en de familie van de spinneruilen (Erebidae).

## Kenmerken
De voorvleugels zijn bruin, donker kaneelkleurig met oranjerode vlekken en vertonen een dubbele witte dwarslijn. Onderaan zijn ze sterk ingesneden, gekarteld. Tussen de onderrand en de dubbele lijn loopt een witachtige zigzaglijn. Verder vallen 4 ronde witte vlekjes op; twee in de onderhoeken van de oranjerode vlekken en twee bovenaan. De spanwijdte bedraagt tussen de 44 en 48 millimeter.

## Leefwijze
De eitjes komen al binnen een week uit. De rupsen hebben als waardplant onder andere wilgen en populieren. Ze zijn groen en hebben donkere en gele zijlijnen, waardoor ze goed gecamoufleerd zijn, vooral op wilgen. Overdag rusten ze aan de onderzijde van een blad. Als de rups volgroeid is, hecht ze zich vast in een opgerold blad of in twee aaneengesponnen bladeren met een witachtig zijden. Na drie weken verschijnt de volwassen vlinder.
De volwassen vlinders leven in de lente van nectar van wilgenkatjes, in de zomer van bramen en in het najaar van de nectar van klimop. Omdat ze 's nachts actief zijn, moeten ze opletten voor vleermuizen. Ze hebben echter bijzondere verdedigingsmaatregelen ontwikkeld. Onder de schubben aan beide kanten van het borststuk hebben ze een soort trommelvlies-detector waarmee ze vleermuizen vanop 30 meter kunnen horen. Als er onverwacht dichterbij een vleermuis opduikt, vouwen roesjes hun vleugels dicht en laten ze zich vallen.
Roesjes behoren tot de weinige nachtvlinders die overwinteren. Ze doen dat in groepen in kelders of grotten. Merkwaardig is dat ze samen overwinteren met hun vijanden, de vleermuizen.

## Voorkomen
De vlinder is in Nederland en België algemeen. Hij komt vooral in bosrijke omgevingen voor maar kan ook in kelders, garages en op zolders worden aangetroffen als ze er een droog plekje vinden om te overwinteren. Ze komen voor tot op een hoogte van 2000 meter. De vliegtijd is van juli tot oktober en na te hebben overwinterd van half april tot juni.

## Naamgeving
De naam 'roesje' komt waarschijnlijk voort uit de kartelvormen achteraan de vleugels die aan de ruches van een gordijn doen denken. Ook de wetenschappelijke naam Scoliopteryx, wat kartelvleugelig betekent, verwijst daarnaar. De vlinder wordt ook wel 'roestje' of 'roestvlekvlinder' genoemd, naar de roestkleurige plekken op de vleugels. Een van de Duitse namen voor het roesje is Krebssuppe omdat het lijkt of op de bruine vleugels oranje kreeftensoep is gemorst.